# Hans Heinrich Euler
Hans Heinrich Euler (Merano, 6 de outubro de 1909 — 1941) foi um físico alemão.
Doutorado em 1935 na Universidade de Leipzig, orientado por Werner Heisenberg, com a tese Über die Streuung von Licht an Licht nach der Diracschen Theorie.
Euler foi o primeiro físico hábil a mostrar que a introdução do pósitron por Paul Dirac possibilitava que fótons produzidos pelo par elétron-pósitron dispersassem um do outro e calculou em sua tese a seção de choque para o processo.
Com base em observações de Helmuth Kulenkampff, Euler e Heisenberg calcularam valores aprimorados para o tempo de decaimento do méson.
Euler morreu em um voo de reconhecimento sobre o Mar de Azov, durante a Segunda Guerra Mundial, poucos meses após ter entrado na Luftwaffe.

## Publicações selecionadas
- Hans Euler, "Über die Streuung von Licht an Licht nach der Diracschen Theorie,"  Annalen der Physik, Vol. 418, 1936, pp. 398–448.
- Hans Euler and Bernhard Kockel, "Über die Streuung von Licht an Licht nach der Diracschen Theorie," Naturwissenschaften, Vol. 23, 1935, p. 246